# أنجانا أنجاني (فلم هندي)
Anjaana Anjaani (بالإنجليزية: "Strangers")، و(بالعربية: "الغرباء") فيلم رومنسي هندي أنتج عام 2010 من إخراج سيدهارت اناند، من بطولة رانبير كابور، بريانكا شوبرا، زايد خان. ومن إنتاج ساجد ناديادوالا تحت راية Nadiadwala Grandson Entertainment Pvt. Ltd. الموسيقى أعدت بواسطة فيشال - شيكر، الذين ألفوا الموسيقى لجميع أفلام سيدهارت الثلاثة الماضية. قام بالتصوير السينمائي رافي شاندران. Anjaana Anjaani حدد لإصداره في 24 سبتمبر، ثم تم تأجيلة إلى 1 أكتوبر 2010. محور القصة الرئيسي مستندا على فيلم التيليجو الذي أنتج في عام 2001 "Itlu Sravani Subramanyam".

## القصة
Anjaana Anjaani هي قصة كيارا وأكاش.
اكاش الذي يسكن في نيويورك لديه قرض بقيمة 12 مليون دولار. وهو غير قادر على أن يرجعه بسبب انهيار سوق الأسهم. ولايوجد لدية أي وسيلة، ووكان الانتحار هو الخيار الوحيد. قرر أن يقفز من جسر جورج واشنطن. عندها يقابل كيارا التي كانت تسكن في سان فرانسيسكو، التي كانت ستنتحر لأنها اكتشفت أن خطيبها كونال يخونها. كلاهما يحاولان الوضع حدا لحياتهم لكن منعا من قبل خفر السواحل. لكن مازالوا حريصين لإنهاء حياتهم، أكاش عمدا يصدم من قبل سيارة وكيارا تسقط من الجسر وتنكسر رقبتها. هذا يبرهن على أن تكون محاولة فاشلة أخرى وينتهي بهم الأمر في المستشفى معا. كيارا تأخذ أكاش إلى بيتها لأن البنك صادر بيته.
واصلوا محاولاتهم في الانتحار، وحاولا قتل أنفسهم خمس مرات ولكن دون جدوى. لكن اتفقوا إنهاء حياتهم في 31 ديسمبر 2009.

## طاقم التمثيل
- رانبير كابور بدور أكاش
- بريانكا شوبرا بدور كيارا
- زايد خان بدور كونال
- بوجا كومار بدور بيشتو
- تانفي عزمي بدور الدكتورة
- كومار بالانا بدور خفر السواحل
- فيشال مالهوترا بدور صديق اكاش
- ناكول كاميت بدور والد كيارا

## الإنتاج
بدأ التصوير في 12 ديسمبر 2009 وتم الانتهاء في أوائل يوليو 2010. Anjaana Anjaani صور في نيويورك ولوس أنجليس ولاس فيغاس وسان فرانسيسكو، بينما بعض أجزاء الفيلم صور في ماليزيا وتايلند. وكان من المقرر عرض الفيلم يوم 24 سبتمبر 2010، ولكن تم تأجيله إلى 1 أكتوبر 2010 بسبب اشتباك مع قرار المسجد البابري.

## شباك التذاكر
أعلن شباك التذاكر الهندي تصنيف الفيلم بأنه above average.

## الجوائز والترشيحات
جوائز الفيلمفير
- رشح - أفضل مدير موسيقى - فيشال شيكار

جوائز ابسرا للأفلام ونقابةِ منتجي التلفزيونِ
- رشح - جائزة ابسرا لأفضل تصميم رقصات - أحمد خان لـAnjaana Anjaani

جوائز زي سينما 2011
- رشح - أفضل مدير موسيقى - فيشال شيكار

## الموسيقى

### قائمة الأغاني
| العدد | الأغنية                     | المطربين                                   | المدة |
| ----- | --------------------------- | ------------------------------------------ | ----- |
| 1     | "Anjaana Anjaani Ki Kahani" | نيخيل ديسوزا، مونالي ثاكور                 | 4:47  |
| 2     | "Hairat"                    | لكي علي                                    | 4:09  |
| 3     | "Aas Paas Khuda"            | راحت فاتح علي خان                          | 5:21  |
| 4     | "Tumse Hi Tumse"            | شيكر رافجاني، كارلايزا مونتيرو             | 4:23  |
| 5     | "Tujhe Bhula Diya"          | موهيت شوهان، كارلايزا مونتيرو، شروتي باتاك | 4:41  |
| 6     | "I Feel Good"               | فيشال دادلاني، شيلبا راو                   | 5:23  |
| 7     | "Anjaana Anjaani"           | فيشال دادلاني، شيلبا راو                   | 5:55  |
| 8     | "Tujhe Bhula Diya" Remix    | موهيت شوهان، كارلايزا مونتيرو، شروتي باتاك | 4:32  |
| 9     | "Aas Paas Khuda" Unplugged  | راحت فاتح علي خان، شروتي باتك              | 3:23  |

## وصلات خارجية
- مقالات تستعمل روابط فنية بلا صلة مع ويكي بيانات

1. ↑  Shah, Jigar (2 أكتوبر 2010). "Strangers in love". الصحيفة الهندوسية. مؤرشف من الأصل في 2017-07-10. اطلع عليه بتاريخ 2017-03-09.
2. ↑  Masand, Rajeev (1 أكتوبر 2010). "Masand: 'Anjaana Anjaani' is deathly boring". CNN-News18. مؤرشف من الأصل في 2010-10-04. اطلع عليه بتاريخ 2017-04-18.
3. ↑  "Anjaana Anjaani VCD (2010)". Induna. مؤرشف من الأصل في 2017-07-10. اطلع عليه بتاريخ 2017-07-08.